# St Anthony in Roseland

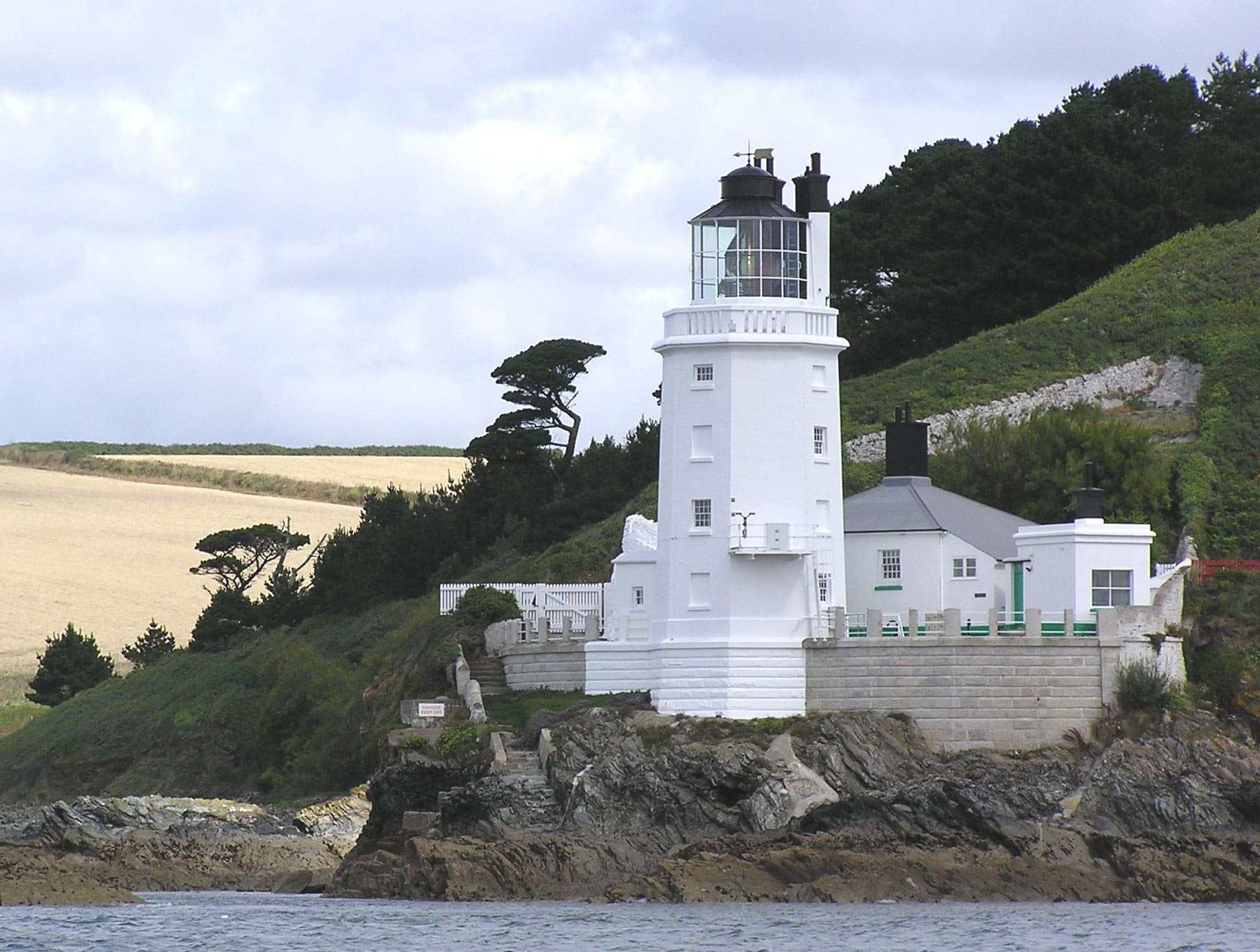
Far de St Anthony

St Anthony in Roseland és un poble i havia estat també una parròquia a Cornualla, Anglaterra. És un poblet a la Península Roseland.
Hi ha una casa de cinc badies i dues plantes construïda al 1750. També s'hi troba un far al cap de Anthony construït amb granit.

## Església parroquial

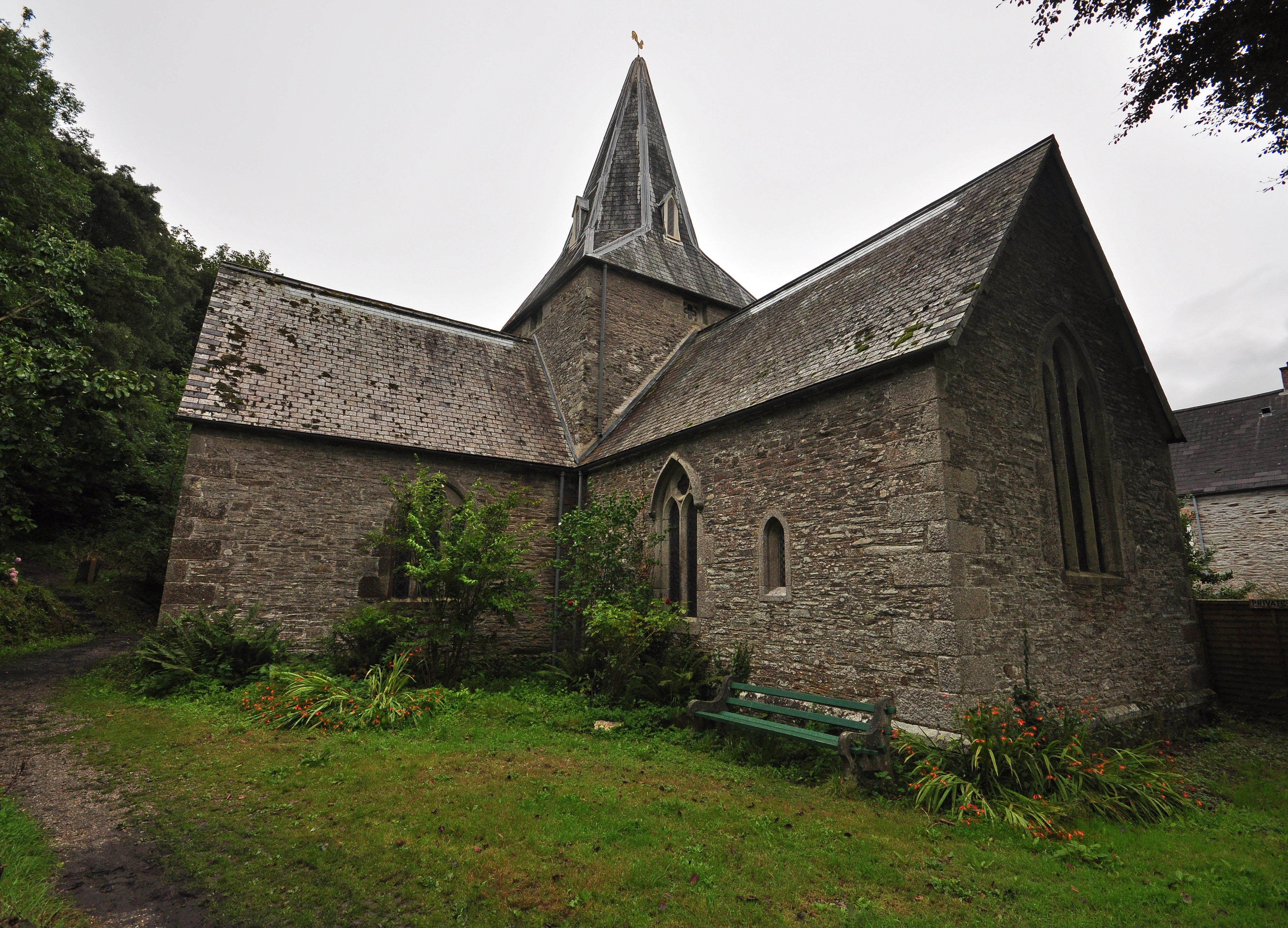
L'església de St Anthony

L'església parroquial de St Anthony va ser construïda al 1150 i dedicada a St Antoninus Rei i Màrtir. Ha estat designada com a edifici de II de Grau* i està a càrrec i cura de l'associació Churches Conservation Trust. Es tracta d'una església que va ser establerta pel prior Augustinià de Plympton a Devon. La casa de l'anterior prior és ara la casa de la família Spry, la qual es va construir al 1840 davant de l'església. Després de la dissolució de 1538 de la parròquia part del prior va ser utilitzat com a la residència i les parts van ser abatudes. Bona part de la pedra va anar cap a l'edifici de St Mawes Castell.
L'església encara té el seu cruciform pla original medieval, que va ser construït en els segles xii i xiii i extensament restaurat al segle xix. La restauració va ser encarregada per Samuel Thomas Spry, Parlamentari (MP) per Bodmin entre 1832 i 1841, qui va emprar el seu cosí, el Reverend Clement Carlyon per reconstruir el presbiteri i instal·lar els sostres de fusta, el pis enrajola i stained vidre. L'església conté monuments dedicats als membres de la família Spry. La torre es troba a sobre de l'encreuament i té una cuculla de fusta; hi ha molts memorials dels Spry, incloent el Sir Richard Spry. L'església es troba a cura juntament amb altres dues del sacerdot-dins-càrrec Gerrans i Philleigh.